# Декатуар, Александр
Александр Жозеф Декатуар (фр. Alexandre Joseph Descatoire; 22 августа 1874, Дуэ — 7 марта 1949, Маркетт-ле-Лилль) — французский скульптор.

## Биография
Родился в 1874 году в Дуэ.
Учился ремеслу скульптора в Высшей школе изящных искусств Парижа, где его наставником был Габриэль Жюль Тома.
В 1902 году получил Римскую премию второй степени в области скульптуры.
Регулярно выставлял свои работы на ежегодном Салоне французских художников, где в 1904 году его работы были отмечены медалью Салона третьей степени, в 1911 году — второй степени, в 1922 году — первой степени, в 1927 году — почётной медалью.
В 1934 году стал профессором Высшей школы изящных искусств Парижа, которую ранее сам окончил.
Кавалер (1925), а затем — офицер (1938) ордена Почетного легиона.
В 1939 году был избран академиком (действительным членом) Академии изящных искусств Франции по секции скульптуры.
Скончался скульптор Декатуар в 1949 году в Маркетте и был похоронен в городе Дуэ.

## Творчество
Один из ключевых представителей стиля ар-деко во французской скульптуре, Декатуар был приверженцем той его версии, которую можно было бы назвать брутализмом. Из всех произведений Декатуара сегодня наиболее известны военные мемориалы жертвам Первой мировой войны, выполненные в лаконичном, «тоталитарном» стиле. Для памятников работы Декатуара характерны подчёркнутая монументальность, содержательный символизм, нарочито грубая чёткость линий.

## Галерея

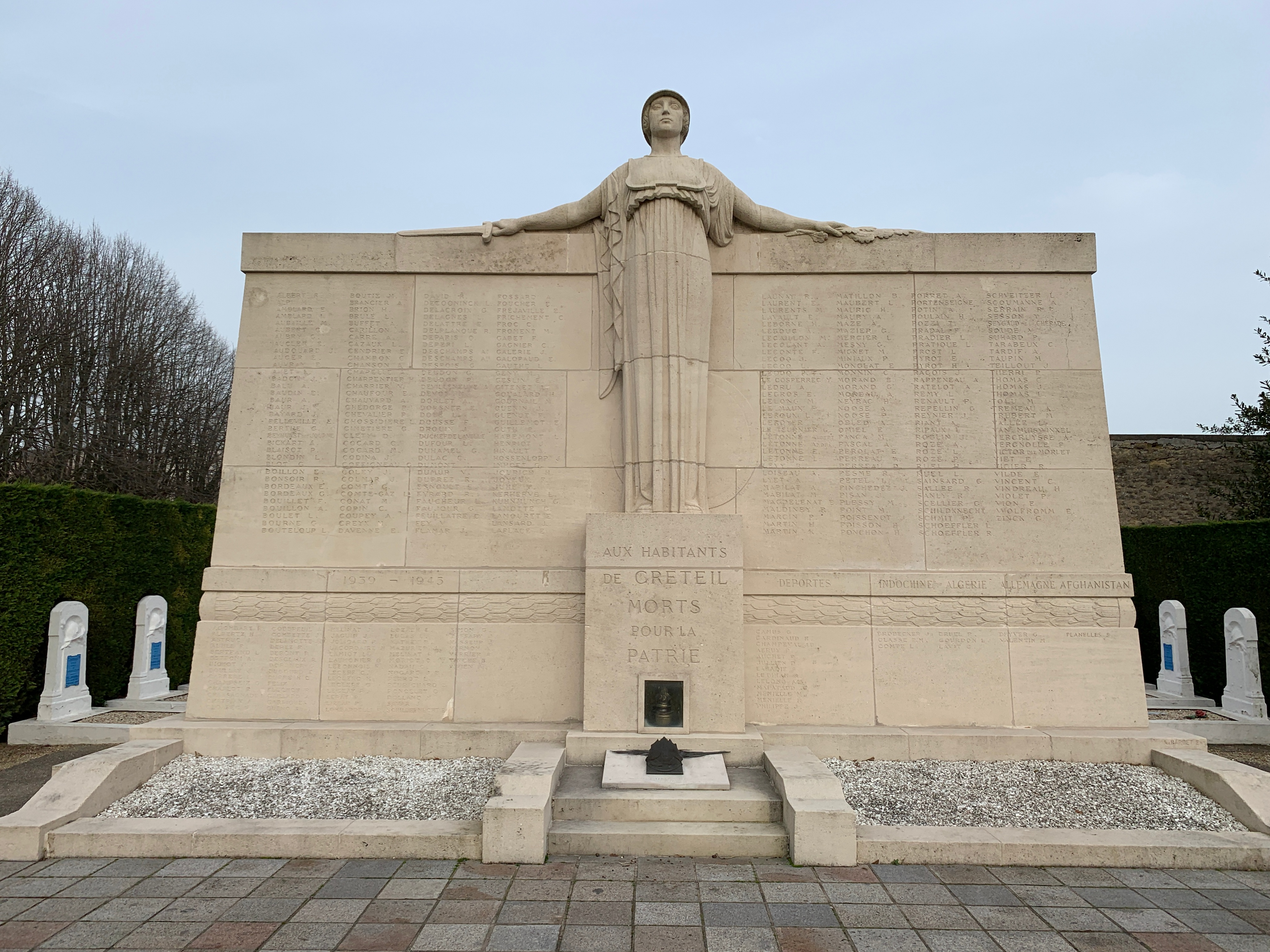
Военный мемориал, Кретей, городское кладбище
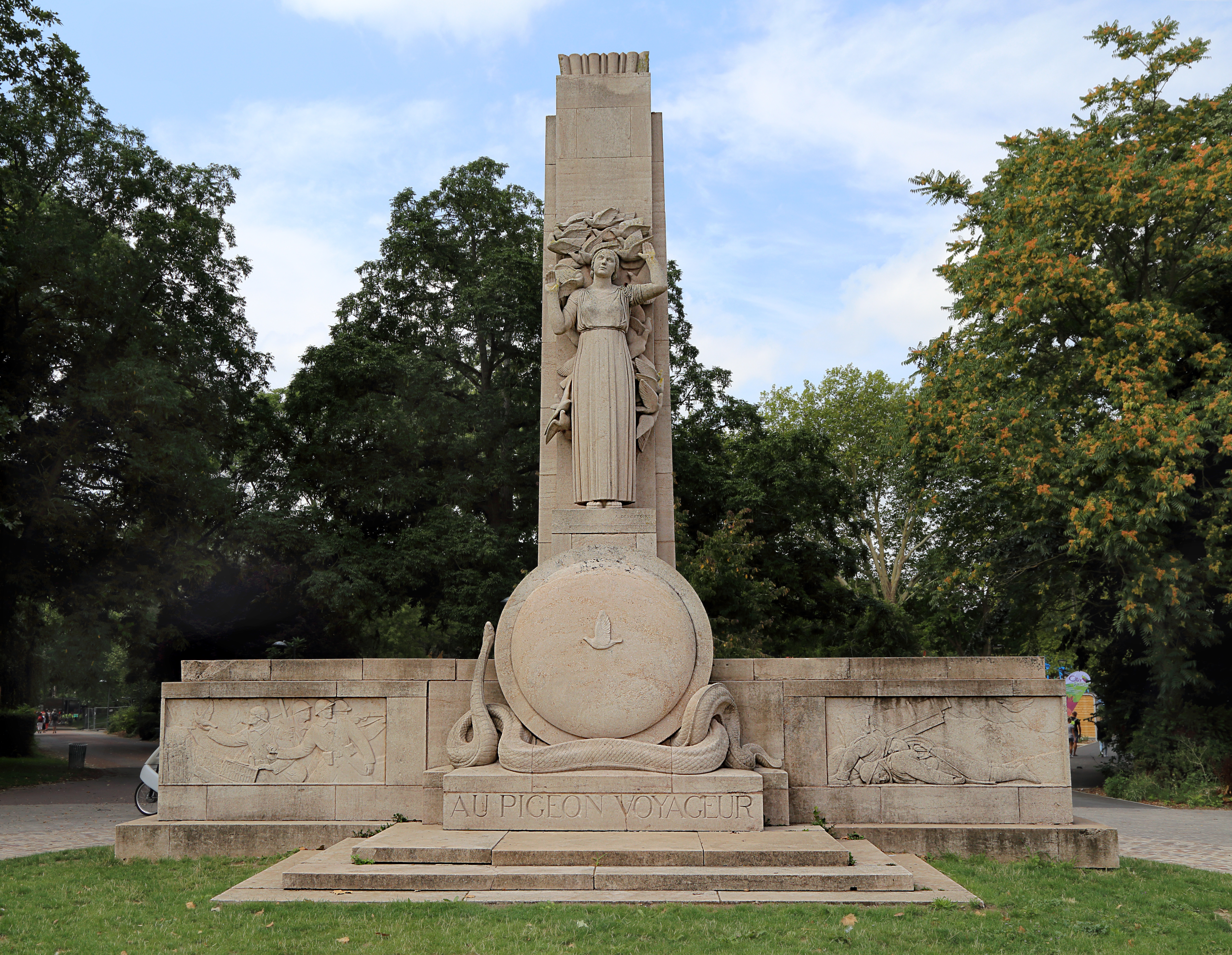
Памятник почтовому голубю (которых активно использовали в период Первой мировой войны), Лилль
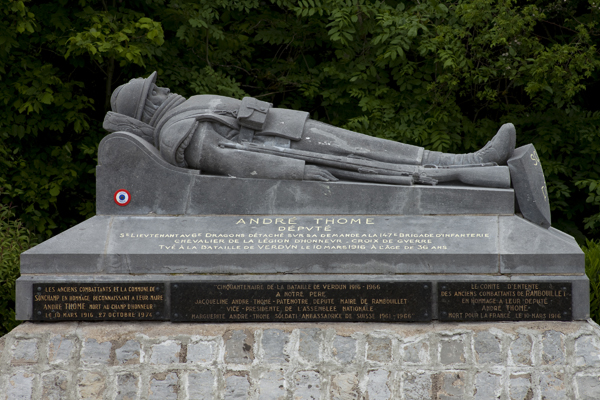
Мемориал. Некрополь Дуомон, где захоронены погибшие под Верденом
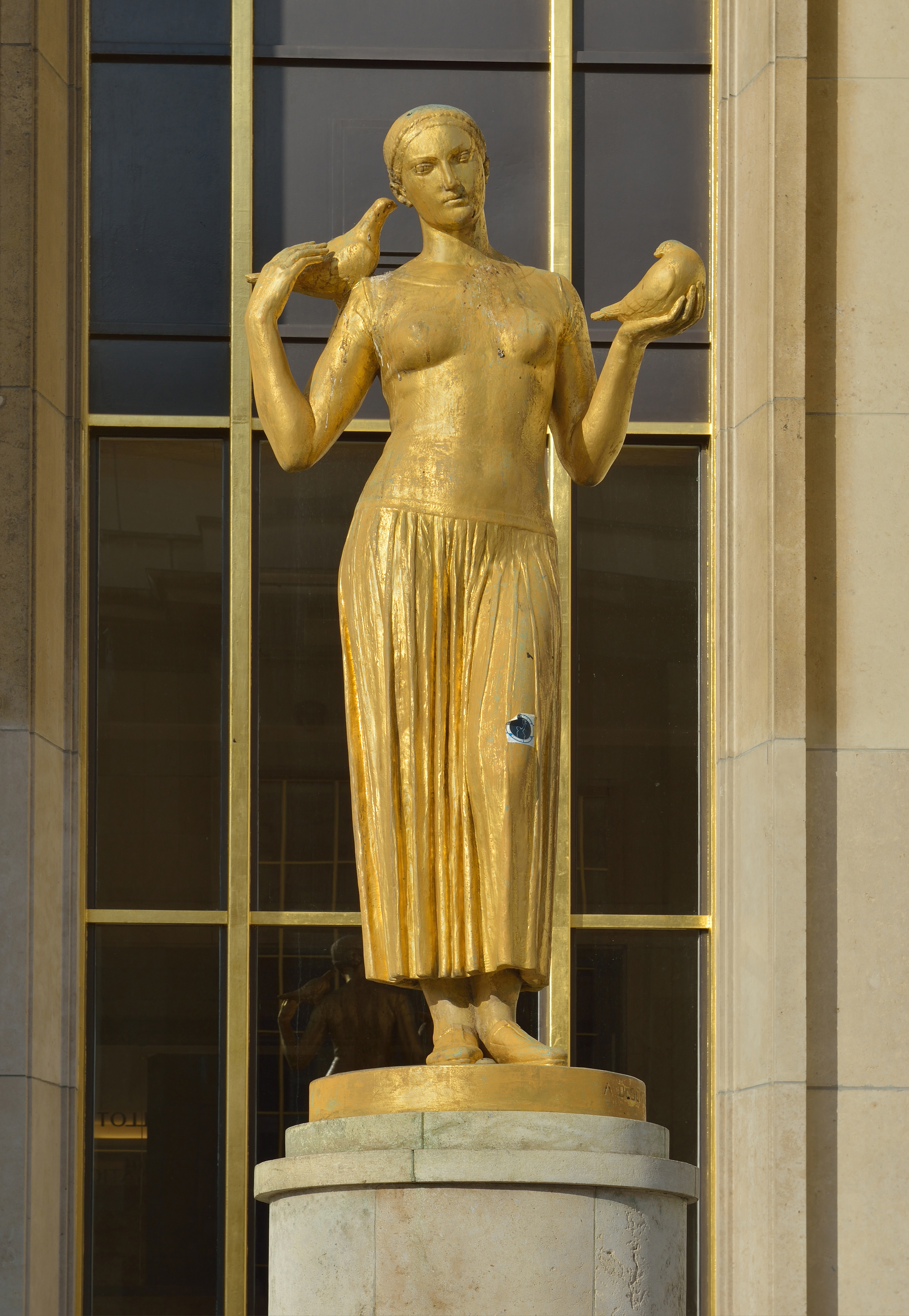
«Юность» (1937), дворец Шайо, Париж